# El Prat de Llobregat
El Prat de Llobregat ist eine Stadt in der Comarca Baix Llobregat in Katalonien, Spanien und gehört zur Metropolregion Àrea Metropolitana de Barcelona. Sie liegt am rechten Ufer des Flussdelta des Llobregat, circa sieben Kilometer südlich des Zentrums der katalanischen Hauptstadt Barcelona, und circa drei Kilometer nördlich des Mittelmeers. Ein Viertel der Gemeinde wird vom Flughafen Barcelona eingenommen. Neben dem Flughafen und ausgedehnten Gewerbe- und Industriegebieten, welche Teile des Hafens von Barcelona beherbergen, besitzt die Stadt als weiteres wirtschaftliches Standbein weite Sandstrände mit Freizeiteinrichtungen und Campingplätzen. Der Bahnhof der Stadt liegt an der Bahnstrecke Barcelona–Valencia und wird von Regionalzügen sowie Zügen des S-Bahn ähnlichen Rodalies-System im Großraum Barcelona bedient. Darüber hinaus wird die Stadt mit mehreren Stationen an die im Bau befindlichen U-Bahn-Linien L9 und L10 der Metro Barcelona angeschlossen. Die Stadt ist berühmt für ihre Hähne, die blaue Füße haben (auf Katalanisch gall potablava genannt).
Schutzpatrone der Stadt sind Sant Cosme und Sant Damià.

## Weblinks

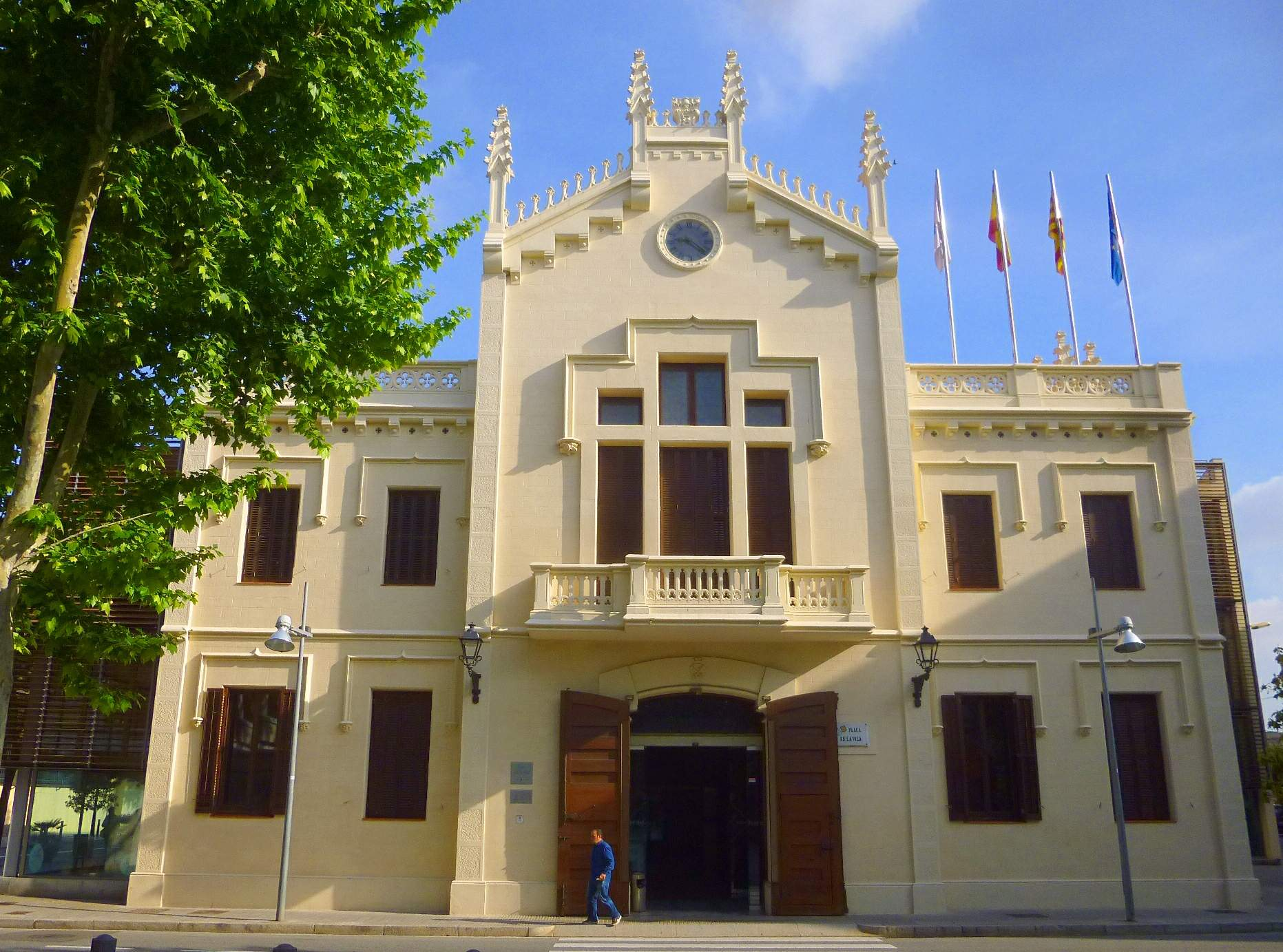
Das Rathaus von El Prat de Llobregat

## Persönlichkeiten
- Alfred García (* 1997), Sänger